# Sospita
Sospita  (лат.) — род божьих коровок из подсемейства Coccinellinae.

## Описание
Эпистерны заднегруди чёрные или коричневые. Бедренная линия дуговидная, не раздвоена.

## Систематика
В составе рода:
- Sospita haagi (von Heyden & von Heyden, 1866)
- Sospita sexvittata Kitano, 2008
- Sospita vigintiguttata (Linnaeus, 1758)